# Цирулис, Гунар
Гунар Цирулис (латыш. Gunārs Cīrulis, настоящие имя и фамилия Габриэль Хаимович (Гавриил Ефимович) Цивьян; 8 октября 1923, Рига — 25 октября 2002) — латышский писатель, антифашист, драматург и сценарист.

## Биография
Родился 8 октября 1923 года в семье врачей Хаима и Берты Цивьян. Учился в 17-й Рижской средней школе.
Узник Рижского гетто. 18 декабря 1941 года бежал из т. н. Малого гетто, скрывался под именем своего знакомого Гунара Цирулиса. В 1942 году через Германию бежал в Швейцарию. Стал одним из первых свидетелей, доставивших известия о Холокосте в Латвии на Запад: 29 октября 1942 года дал свидетельства об уничтожении латвийских евреев консулу США в Женеве. Учился в Женевском университете. После войны вернулся в Латвию.
Автор книг о революционном и антифашистском движении, приключенческих и детективных романов. Среди его произведений «Товарищ маузер», «Квартира без номера» и другие. В 1967—1986 годах — секретарь Союза писателей Латвийской ССР.
Умер 25 октября 2002 года. Похоронен на Лиелупском кладбище Юрмалы. Его сын Юрий Цивьян — киновед, профессор Чикагского университета.

## Награды
- медаль «За трудовое отличие» (22.08.1986)

## Сочинения

Надгробный памятник

Гунар Цирулис писал как один, так и в соавторстве с Анатолем Имерманисом.
- «Товарищ маузер»
- «Квартира без номера»
- «Тобаго» меняет курс
- «24-25 не возвращается»
- «Призраки отеля «Голливуд»
- «Не спеши, дорогой»
- «Аккорды памяти»
- «Жаворонковая магнолия»
- «Отпуск за свой счёт»
- «Подробности письмом»
- «Гастроль в Вентспилсе»
- «Не верьте в Аиста»

## Фильмография
- 1965 — «Тобаго» меняет курс (Рижская киностудия)
- 1968 — 24-25 не возвращается (Рижская киностудия)
- 1984 — Когда сдают тормоза (Рижская киностудия)